# Riserva naturale Maiella Orientale
La riserva naturale Maiella Orientale è stata un'area naturale protetta di 1700 ha, istituita nel 1991 e situata nei comuni di Civitella Messer Raimondo e Lama dei Peligni, in provincia di Chieti.

## Descrizione

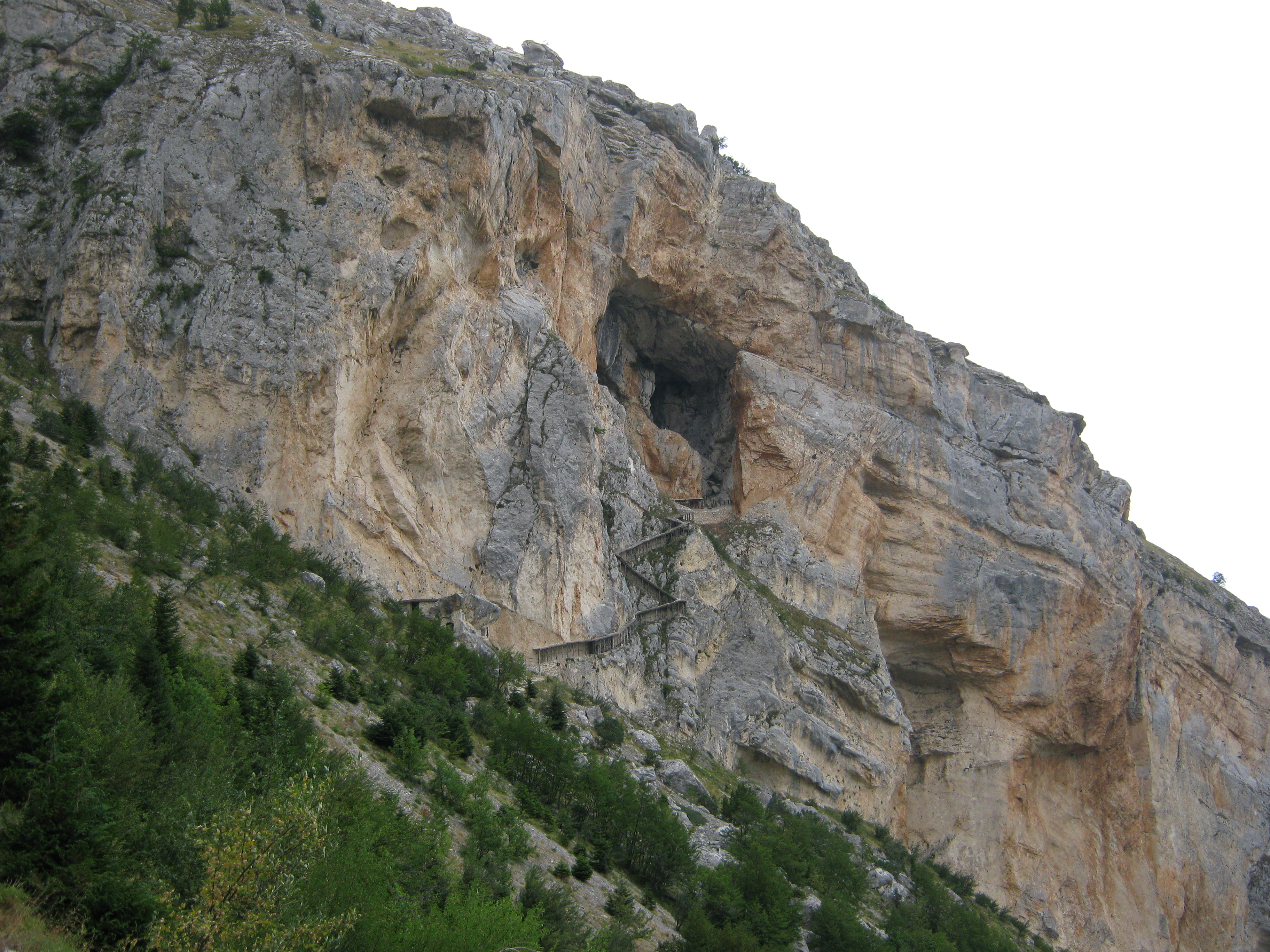
Accesso alla grotta del Cavallone

La riserva occupa una superficie di 1700 ha, pari a 17 km², con un dislivello che spazia da un minimo di 650 m s.l.m. a un massimo di oltre 2600 m s.l.m., ricadendo all'interno dei territori dei comuni di Civitella Messer Raimondo e Lama dei Peligni, lungo il versante orientale della Maiella, da cui il nome. Tale sbalzo altimetrico determina la presenza di habitat diversi all'interno dell'area protetta: si va infatti da vallate glaciali soggette a carsismo a distese verdi, site ad altitudini medio-basse, fino agli altipiani e alle rupi rocciose d'alta quota, intervallati da tratti adibiti a pascolo. L'azione carsica delle acque ha portato alla formazione di alcune caverne nelle alture, tra cui la grotta Canosa, la grotta del Bue (o del Bove), la grotta del Cavallone, sita a 1475 m d'altezza lungo la Valle di Taranta, e la grotta dell'Asino. Questa zona della Maiella fu abitata sin dai tempi antichi, come testimoniano i ruderi di un pagus del Neolitico in cui stato rinvenuto il cranio del cosiddetto "Uomo della Maiella", databile al Paleolitico. La zona protetta comprende inoltre nel proprio areale l'area faunistica del camoscio con l'annesso giardino botanico Michele Tenore.

## Storia
La riserva, nata nel 1990 come oasi gestita dal comune di Lama dei Peligni e da WWF Italia per le competenze tecniche, è stata istituita con legge regionale n. 22 del 4 giugno 1991 come riserva naturale regionale guidata. Dal 1991 è stata compresa nel territorio del parco nazionale della Maiella e quindi abrogata con legge regionale d'urgenza n. 17 del 24 marzo 1999, in accordo con quanto stabilito dai protocolli d'intesa intercorsi tra la regione Abruzzo e l'ente parco interessato.

## Flora
La flora della riserva comprende diverse varietà di specie arboree, erbacee e floreali, quali asfodelo giallo, carpino nero, cerro, faggio, ilatro, leccio, maggiociondolo, ofride gialla, ofride verde-bruna, orniello, pino nero, quercia, roverella, tasso e tiglio selvatico nelle quote medio-basse, mentre nelle quote alte crescono specie di ginepro nano, ginepro sabina, papavero alpino, pino mugo, stella alpina dell'Appennino e uva ursina. Uno dei faggi secolari presenti, a cui è stato dato il nome di "faggio di Sant'Angelo", è ritenuto essere il più grande della Maiella per dimensioni. Nel 1986 si iniziò a costituire un erbario della riserva che nell'anno seguente aveva già raggiunto gli 800 esemplari essiccati.

## Fauna
La fauna comprende, per i mammiferi, specie di arvicola delle nevi, camoscio appenninico (simbolo della riserva), capriolo, faina, lepre, lupo appenninico, orso bruno marsicano, scoiattolo e tasso, dei quali il camoscio appenninico e il capriolo sono frutto di reintroduzioni avvenute a partire dal 1991 in più di quattro riprese. Tra gli uccelli, rapaci e non, vi sono esemplari di aquila reale, astore, coturnice, crociere, falco pellegrino, fringuello alpino, gracchio alpino, gracchio corallino, lanario, merlo dal collare, picchio muraiolo e sparviero, mentre gli anfibi e i rettili sono rappresentati rispettivamente dalla salamandra pezzata e dalla vipera dell'Orsini, che vivono nei sottoboschi e negli anfratti d'alta quota.